# 小鼻魚
小鼻魚（学名：Naso minor），俗名剝皮仔、打鐵婆，於1966年由南非魚類學家James Leonard Brierley Smith首次正式描述，其模式產地為莫三比克的Pinda Reef，為輻鰭魚綱鱸形目刺尾魚亞目刺尾魚科的其中一個種，分布於印度西太平洋區，從莫三比克至菲律賓海域，棲息深度8-55公尺，本魚呈長橢圓形且側扁，標準長度約為身體深度的三倍，頭部沒有突起，呈現光滑的圓形，尾柄的每一側都有一個骨板，身體整體顏色為灰色，底部逐漸變為白色，頭部呈紫灰色，體側有5或6條藍灰色縱紋，嘴唇為黑色，胸鰭下方有淺色區域，骨板和尾柄黑色，尾鰭黃色，求偶時，雄魚上半身呈黑色，兩側有白色條紋，背鰭硬棘 5枚、背鰭軟條28-30枚、臀鰭硬棘2枚、臀鰭軟條28枚，體長可達30公分，棲息在礁石區，成群活動，以藻類為食，可作為食用魚。
其种加词“minor”意为“较小的”。